# Lisdoonvarna Matchmaking Festival
Lisdoonvarna Matchmaking Festival, thanksgiving-festen i Lisdoonvarna, Irland, har opnået verdensberømmelse, da den falder sammen med den lokale Matchmaking Festival, den største i Europa. Hvert år kommer tusinder af singler fra hele verden til Lisdoonvarna for at finde en partner. Festivalen kulminerer med musik og dans dag og nat, og man kan bede landsbyens giftefoged (matchmaker) om at finde en passende livsledsager
Festivalen er særligt populær blandt amerikanske, giftemodne single-kvinder. Derudover er et stigende antal singler, der besøger festivalen nu om dage, fraskilte eller enker/enkemænd.
Festivalen bygger på en 150 år gammel tradition. Manden bag p.t., Willie Daly, er ud af en lang linje af matchmakers – hans far og bedstefar var begge i matchmaking-industrien før ham. Oprindeligt blev festivalen lagt, så den faldt sammen med byens store viktualiemarked. Her var mange bønder fra fjerntliggende gårde nemlig alligevel i byen, hvilket gav de ugifte ungersvende en chance for at søge sig en brud.

## Lisdoonvarna Musik Festival
Mellem 1978 og 1983 fandt Lisdoonvarna Music Festival sted flere gange. Alle, der var noget inden for irsk folkemusik på det tidspunkt, spillede her. Den legendariske festival blev genoplivet i 2003, men fandt – på trods af at beholde navnet Lisdoonvarna Festival – sted i Dublin. Christy Moore dedikerede sin sang "Lisdoonvarna" til minde om festivalen.